# Lupinus amabayensis
Lupinus amabayensis är en ärtväxtart som beskrevs av Charles Piper Smith. Lupinus amabayensis ingår i släktet lupiner, och familjen ärtväxter. Inga underarter finns listade i Catalogue of Life.